# Dapsilanthus
Dapsilanthus  es un género con cuatro especies de plantas herbáceas perteneciente a la familia Restionaceae. Es originario de Hainan, Indochina y norte de Australia.

## Especies deDapsilanthus
- Dapsilanthus disjunctus (Mast.) B.G.Briggs & L.A.S.Johnson, Telopea 8: 25 (1998).
- Dapsilanthus elatior (R.Br.) B.G.Briggs & L.A.S.Johnson, Telopea 7: 371 (1998).
- Dapsilanthus ramosus (R.Br.) B.G.Briggs & L.A.S.Johnson, Telopea 8: 25 (1998).
- Dapsilanthus spathaceus (R.Br.) B.G.Briggs & L.A.S.Johnson, Telopea 8: 26 (1998).